# Agnieszka Partyka
Agnieszka Partyka – polska doktor habilitowany nauk weterynaryjnych, profesor na Uniwersytecie Przyrodniczym we Wrocławiu, specjalistka od andrologii oraz rozrodu zwierząt.

## Kariera naukowa
W 2005 roku na Akademii Rolniczej we Wrocławiu uzyskała tytuł magistra biologii. W 2009 roku Wydział Biotechnologii Uniwersytetu Wrocławskiego nadał jej stopień doktora nauk biologicznych na podstawie rozprawy pt. Wpływ procesu kriokonserwacji na peroksydację lipidów i równowagę antyoksydacyjną w nasieniu ptaków, której promotorem była Ewa Łukaszewicz. W tym samym roku została zatrudniona na Uniwersytecie Przyrodniczym we Wrocławiu, a w 2018 roku uzyskała na jej Wydziale Medycyny Weterynaryjnej stopień doktora habilitowanego nauk weterynaryjnych na podstawie pracy pt. Modyfikacja systemu obrony antyoksydacyjnej i właściwości błon komórkowych plemników ptaków w aspekcie poprawy jakości nasienia poddawanego konserwacji.